# Pałac w Strzyżowie
Pałac w Strzyżowie – zabytkowy pałac we wsi Strzyżów (województwo lubelskie).
Pałac wybudowany w  latach 1762-1786 dla Ludwiki Pociej i jej męża Stanisława Lubomirskiego (1704–1793). W posiadaniu Lubomirskich obiekt pozostawał do 1803. W 1896  od potomków Ludwika Skarzyńskiego (1840-1875) herbu Bończa, żonatego z Zofią Starzeńską (ur. 1841) herbu Lis, budynek nabył Edward Chrzanowski. Od frontu na tympanonie znajdują się herby: Bończa i Lis. Obiekt przebudowany w 1836 i na początku XX w. jest częścią zespołu pałacowego, w skład którego wchodzą jeszcze
- dwie oficyny z pierwszej połowy XIX w.
- dwa pawilony z około 1775
- taras z murem oporowym z czwartej ćwierci XVIII w.
- park z czwartej ćwierci XVIII w.[1]

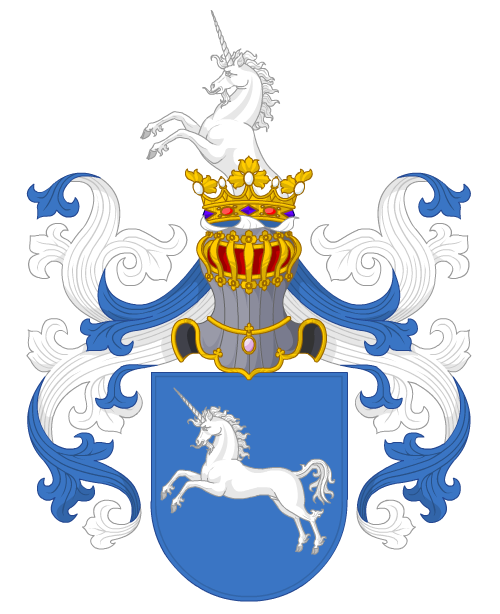
Herb Bończa Ludwika Skarzyńskiego
Herb Lis Zofii Starzeńskiej